# Punta Guzmán
Punta Guzmán (spanisch) ist eine Landspitze an der Danco-Küste des Grahamlands auf der Antarktischen Halbinsel. Sie liegt am nordwestlichen Ende der Caleta Gloria östlich der Lemaire-Insel.
Wissenschaftler der 5. Chilenischen Antarktisexpedition (1950–1951) benannten sie nach Sergio Guzmán Stewart, Offizier an Bord des Schiffs Angamos bei dieser Forschungsreise.